# Araracuara vetusta
Araracuara es un género monotípico de arbustos o pequeños árboles de 1 a 3 m de alto de la familia Rhamnaceae. La única especie del género, Araracuara vetusta, es nativa de la región de Araracuara en Colombia. Aparentemente es un género relíctico, relacionado con el género pantropical Colubrina y en menor medida con el género amazónico Ampelozizyphus.

## Distribución y hábitat
Es endémico de la región de Araracuara, departamento del Caquetá, Colombia. Es una planta localmente abundante en las mesetas de arenisca de los afloramientos rocosos de Monochoa y parte de Chiribiquete, que presentan una cobertura de arbustales o bosquetes bajos. Las mesetas de arenisca de Chiribiquete-Araracuara son extensas regiones aplanadas conformadas por rocas paleozoicas asentadas sobre basamento precámbrico y que fueron moldeadas por procesos erosivos en el Terciario. Aunque hay relación entre las mesetas de Araracuara y las catingas amazónicas de Brasil, éstas se presentan sobre sedimentos sueltos, a diferencia de las de Araracuara que se asientan sobre roca dura. Aunque en estos ambientes la precipitación anual es importante (unos 3000 mm), con apenas un periodo seco entre diciembre y febrero, las plantas presentan adaptaciones importantes a la falta de agua, debido a la ausencia de suelo. Los sustratos presentan rocas incipientemente erosionadas o depresiones con acumulación de arenas blancas, donde dominan las monocotiledóneas y los matorrales integrados por algunos géneros de arbustos raquíticos y escleromórficos de aspecto monótono debido a la convergencia de hábitos. 

## Taxonomía
Araracuara vetusta fue descrito por José Luis Fernández Alonso y publicado en Anales del Jardín Botánico de Madrid 65(2): 344, f. 1, 2. 2008.
Etimología
Araracuara: nombre genérico que hace referencia a la región de Araracuara, donde crece esta planta.
vetustua: epíteto latíno que significa  “viejo”, hace referencia a que la planta se considera primitiva dentro de la familia y a que crece en formaciones geológicamente antiguas (Guyana).